# Lovre Kalinić
Lovre Kalinić (Split, Jugoszlávia, 1990. április 3. –) világbajnoki ezüstérmes horvát válogatott labdarúgó, a Hajduk Split kapusa.

## Pályafutása

### Klubcsapatokban
Pályafutását 1998-ban az NK Solin együttesénél kezdte, ahol két évvel később figyelt fel rá a Hajduk Split. A Hajduk korosztályos csapatainak ranglétráit végigjárva 2009-ben került át a felnőttekhez. A 2010/11-es és a 2011/12-es szezonban is 1-1 meccset játszott a nagycsapatnál. Fejlődése és a rendszeres játéklehetőség érdekében 2009-2012 között kölcsönben játszott a Junak Sinj, az NK Novalja és az NK Karlovac csapataiban. Az igazi áttörést számára a 2013/14-es szezon hozta, 24 bajnokit és 1 Horvát labdarúgókupa mérkőzést játszott, így a Hajduk első számú kapusává vált. Ugyanebben a szezonban mutatkozott be az európai kupaporondon is, 4 Európa Liga meccs erejéig, a Horizont Turnovo és az FC Dila együttesei ellen.
2018. december 22-én az angol Aston Villa bejelentette, hogy leigazolta Kalinicet és 2019. január 1-től csatlakozik hozzájuk.

### A válogatottban

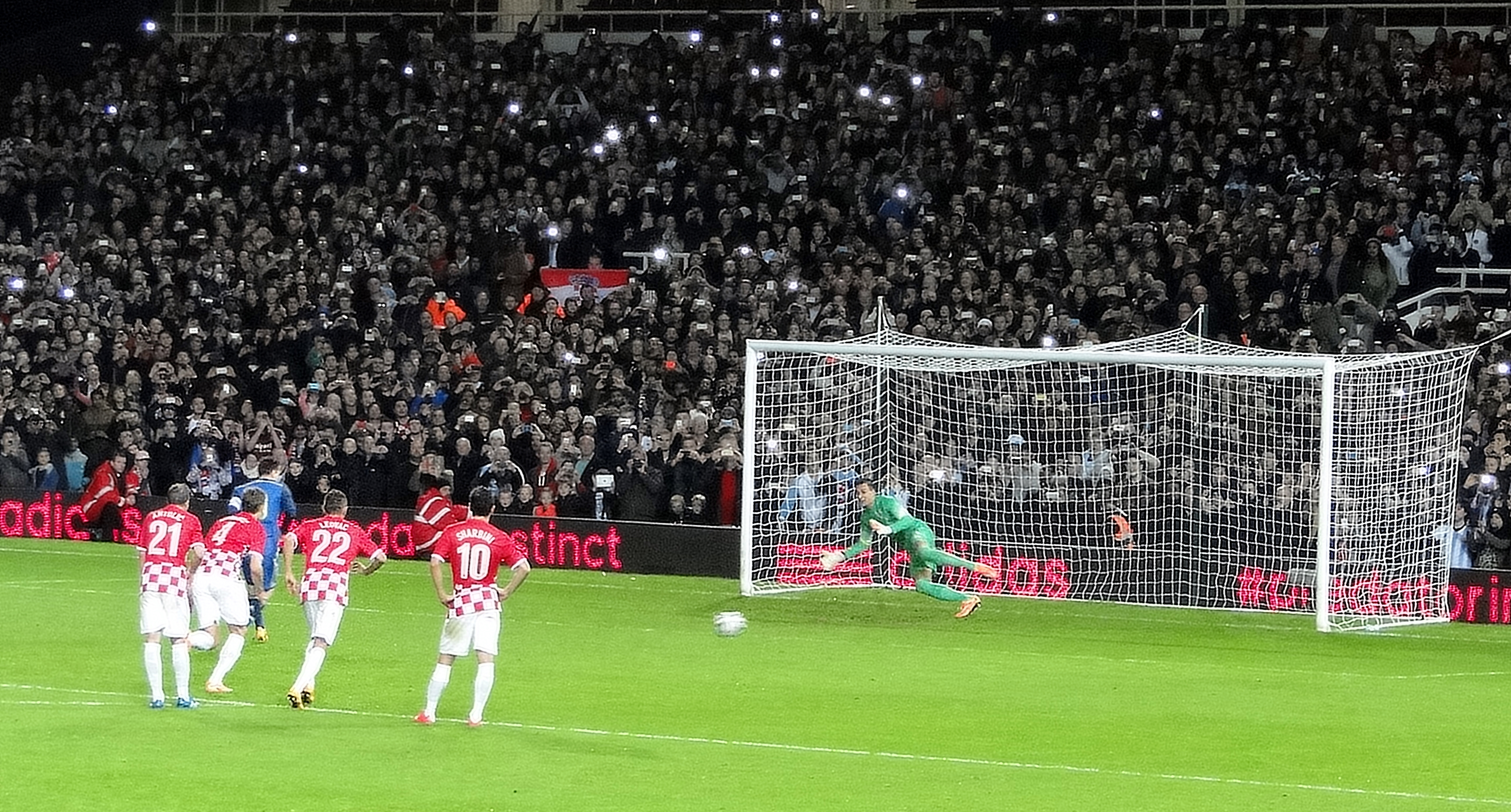
Lionel Messi végzi el a büntetőt a horvátok elleni barátságos mérkőzésen. A kapuban Kalinić

Bár már 2013-ban válogatott kerettag volt, hiszen az Izland elleni 2014-es labdarúgó-világbajnokság selejtezőjének mindkét Playoff mérkőzésén a kispadon volt, de bemutatkozni csak egy évvel később, 2014. november 12-én, az argentinok elleni barátságos mérkőzésen tudott. Ezen az összecsapáson, ahol a horvátok B-csapata játszott, 2-1-es vereséget szenvedtek. Lovre ezen a meccsen 89 percet játszott. 2015-ben az oroszok elleni barátságos mérkőzésen szintén kezdőként számítottak rá, a csapat pedig 3-1-es győzelmet aratott. 2016-ban Izrael ellen egy félidőt, míg Magyarország ellen a teljes mérkőzést végigjátszotta. A keretszűkítést követően tagja volt annak a 23 főnek, akiket Ante Čačić szövetségi kapitány jelölt az utazó keretbe, így részt vett a 2016-os Európa-bajnokságon, játéklehetőséget azonban nem kapott.

## Statisztika

### A válogatottban
(2019. november 19. állapot szerint)
| Válogatott   | Szezon   | Mérkőzés | Gól |
| ------------ | -------- | -------- | --- |
| Horvátország | 2014     | 1        | 0   |
| Horvátország | 2015     | 1        | 0   |
| Horvátország | 2016     | 4        | 0   |
| Horvátország | 2017     | 3        | 0   |
| Horvátország | 2018     | 7        | 0   |
| Horvátország | 2019     | 3        | 0   |
| Összesen     | Összesen | 19       | 0   |

## Sikerei, díjai
- Hajduk Split:
  - Horvát-kupagyőztes: 2012–13, 2021–22